# Hypericum tenuicaule
Hypericum tenuicaule är en johannesörtsväxtart som beskrevs av Joseph Dalton Hooker, Amp; Thoms. och William Turner Thiselton Dyer. Hypericum tenuicaule ingår i släktet johannesörter, och familjen johannesörtsväxter. Inga underarter finns listade i Catalogue of Life.